# For the Love of Nancy
For the Love of Nancy är en 1994 TV-film regisserad av Paul Schneider. 
Filmen, baserad på en sann historia, handlar om en familj vars dotter lider av anorexia nervosa. Skådespelerskan Tracey Gold som spelar Nancy i filmen höll på att tillfriskna från sjukdomen under tiden som filmen spelades in och använde då sina egna erfarenheter och upplevelser av sjukdomen till att spela Nancy.